# Destroy All Humans! (videojuego de 2020)
Destroy All Humans! es un videojuego de acción y aventura de mundo abierto desarrollado por Black Forest Games y distribuido por THQ Nordic. El juego es un remake del juego original de 2005 y la quinta entrega en la franquicia Destroy All Humans!. Este remake es la primera entrega en la franquicia desde Path of the Furon (2008).
Destroy All Humans! fue lanzado para PlayStation 4, Windows y Xbox One el 28 de julio de 2020. Fue lanzado para Stadia el 8 de diciembre de 2020. Un port de Nintendo Switch fue lanzado el 29 de junio de 2021. Ha recibido reseñas mixtas por parte de los críticos, y ha vendido más de 1 millón de unidades para mayo de 2021.

## Jugabilidad
El juego se juega desde una perspectiva en tercera persona. El jugador controla a Cryptosporidium 137 («Crypto» para abreviar), un alien que llega a la Tierra en América en los años 50 para cosechar ADN humano. Crypto está equipado con un vasto arsenal de armas alienígenas, como el Zap-O-Matic y el Anal Probe, para derrotar a los enemigos. También posee habilidades sobrenaturales como poderes psicoquinéticos y la capacidad de camuflarse como humano. Crypto puede utilizar un jetpack para navegar rápidamente por el entorno. También puede pilotear un platillo volador, que viene equipado con un rayo para matar a los oponentes. Los jugadores pueden realizar movimientos como planear y correr, y podrán encadenar acciones como disparar enemigos mientras se los levita. El juego introduce el modo foco, que permite a los jugadores fijar la mira en otros enemigos. Crypto se encuentra protegido por un escudo que le alerta a los jugadores la dirección de donde vienen los ataques hostiles. El juego dispone de seis ubicaciones sandbox que pueden ser exploradas libremente. Cada ubicación ofrece desafíos para los jugadores.

## Desarrollo
Un equipo de 60 personas en Black Forest Games desarrollaron el juego. El diálogo original y el humor del juego permanecieron intactos, pero el equipo los mejoró al actualizar los modelos de los personajes y las cinemáticas, e introduciendo captura de movimiento. En lugar de volver a grabar las líneas, el equipo utilizó el audio del juego original y mejoró su calidad para el remake. El juego también incluye una misión llamada «misión perdida del área 42», que fue descartada durante el desarrollo del juego original. Black Forest consideró desarrollar el remake como una «continuación natural» de su trabajo tras terminar el desarrollo de Fade to Silence, ya que aprendieron más de cómo utilizar la tecnología y diseñar áreas abiertas gigantes.
THQ Nordic adquirió los derechos de la propiedad intelectual de THQ en 2013. En 2017, reafirmaron que la compañía reconoció la demanda de un nuevo juego en la serie y añadió que se encontraban explorando opciones para revitalizar la franquicia. El juego fue anunciado oficialmente en junio de 2019. Una demo de jugabilidad fue lanzada en la E3 2019. Fue lanzado para PlayStation 4, Windows, Xbox One y Stadia. Un spin-off de multijugador separado, titulado Destroy All Humans! Clone Carnage, fue lanzado para PlayStation 4, Xbox One y Windows por medio de Steam el 31 de mayo de 2022.

## Recepción
Destroy All Humans! recibió reseñas «mixtas o medias» de parte de los críticos, de acuerdo con el sitio web agregador de reseñas Metacritic.

### Ventas
Las ventas de Destroy All Humans! superaron las expectativas de THQ Nordic. Para mayo de 2021, el juego ha vendido más de 1 millón de unidades.